# Der große Schwindel (2013, USA)
Der große Schwindel (Originaltitel: Swindle) ist ein US-amerikanischer Fernsehfilm aus dem Jahr 2013, der im Auftrag von Nickelodeon produziert wurde. Der Film basiert lose auf dem Roman Swindle von Gordon Korman.

## Handlung
Für Griffin Bing ist es ein Grundanliegen, jedem aus der Klemme zu helfen, egal wie aussichtslos die Situation auch ist. Als sein bester Freund Ben Dupree eine Baseballsammelkarte von Honus Wagner findet, wollen sie die Karte schnell zu Geld machen. Bei dem dubiosen Ramsch-Händler Mr. Swindell glauben sie, ein gutes Geschäft zu machen. Schnell stellen sie fest, dass die Baseballkarte wertvoller ist, als Mr. Swindell ihnen weismachen wollte. Die beiden sind entsetzt, da sie um 1,2 Millionen Dollar betrogen wurden. Sie gehen wütend zurück zu Swindell, der sich jedoch weigert, die Karte zurückzugeben.
Griffin schafft es, alle Mitschüler zu versammeln, die ihm einen Gefallen schulden. Dazu gehören Cheerleaderin Amanda Benson, die schauspielbegabte Savannah Westcott, Muskelpaket Darren Vader und Griffins jüngere Schwester, die Hackerin Melissa. Zusammen wollen sie die wertvolle Karte wieder beschaffen und dem Betrüger mit vereinten Kräften das Handwerk legen. Anfangs wollten sie dem Händler die Karte einfach stehlen, überlegen es sich dann aber doch anders, aus Angst wegen Diebstahls zur Verantwortung gezogen zu werden. Stattdessen wollen sie Swindell dazu bringen, ihnen die Karte freiwillig zurückzugeben. Da sie mitbekommen haben, dass der Händler vor hat die Karte an den reichen  Anton Lefevre zu verkaufen und sich dazu mit ihm einem Hotel treffen will, nutzen sie dies für ihren Plan. Durch eine ausgeklügelten Täuschungsaktion, bei der Griffins Mitschüler alle mitmachen, bekommt Ben seine Karte tatsächlich zurück.
Am Ende belohnt Griffin die Gruppe mit 25.000 Dollar aus dem Erlös der Karte für ihre Hilfe und Ben erklärt, dass seine Familie das Geld der Karte auch nicht bräuchte, weil sein Vater gerade mit einer Erfindung viel Geld verdient hatte. Kurzerhand übernimmt Griffin deshalb die Kosten für das College der Gruppe. Als ihn ein kleines Mädchen um Hilfe, um ihren seltenen Vogel von einem falschen Tierfreund zu holen, beschließt Griffin, dass die Gruppe auch den Rest des Geldes behalten soll, damit sie weiterhin Betrüger jagend und „bestrafen“ kann.

## Synchronisation
Die deutsche Synchronisation entstand unter dem Dialogbuch und unter der Dialogregie von Ulrike Lau durch die Synchronfirma EuroSync GmbH in Berlin.
| Rolle                    | Schauspieler      | Synchronsprecher     |
| ------------------------ | ----------------- | -------------------- |
| Savannah Westcott        | Jennette McCurdy  | Anne Helm            |
| Griffin Bing             | Noah Crawford     | Jannik Endemann      |
| Ben Dupree               | Chris O’Neal      | Ricardo Richter      |
| Melissa Bing             | Ciara Bravo       | Lina von der Ahe     |
| Amanda „Mandy“ Benson    | Ariana Grande     | Jill Schulz          |
| Darren Vader             | Noah Munck        | Maximilian Artajo    |
| Paul Swindell            | Fred Ewanuick     | Stefan Krause        |
| Anton Leferve            | Sandy Robson      | Stefan Gossler       |
| Ivan Volkov/Mr. Westcott | Gardiner Millar   | Klaus-Dieter Klebsch |
| Bens Vater               | Chris Shields     | Sven Gerhardt        |
| Eddie Goldmeyer          | Mitchell Duffield | Fabian Hollwitz      |

## Hintergrund
2009 schloss Gordon Korman mit Nickelodeon einen Vertrag, der beinhaltet, dass Kormans Romane Swindle und Schooled für das Fernsehen verfilmt werden. Im Herbst 2012 kündigte man schließlich den ersten Film an. Die Action-Komödie ist ähnlich aufgebaut wie der Kinofilm Ocean’s Eleven. In den Hauptrollen sind viele aus Nickelodeon-Serien bekannte Schauspieler wie Jennette McCurdy (iCarly), Ariana Grande (Victorious), Noah Munck (iCarly) und Ciara Bravo (Big Time Rush) zu sehen. Für fünf Millionen US-Dollar wurde der Film von Pacific Bay Entertainment und Nickelodeon Productions produziert. Die weltweite Vermarktung übernahm Nickelodeon Network. Gedreht wurde im Herbst 2012 in Vancouver.
Die Erstausstrahlung in den Vereinigten Staaten fand am 24. August 2013 auf Nickelodeon statt und erreichte damit 4,2 Millionen Zuschauer. In Deutschland und Österreich wurde der Film erstmals am 22. März 2014 gezeigt.

## Kritik
Die Kritiker der Fernsehzeitschrift TV Spielfilm vergaben die beste Wertung (Daumen nach oben) und werteten: „Ben (Chris O’Neal) und seine Freunde wollen eine kostbare Baseballsammelkarte zurückmopsen… Turbulenter Spaß, eine Art „Ocean’s Eleven“ für Kinder.“.